# Honda Civic Tour
L'Honda Civic Tour è una serie di tour musicali annuali sponsorizzata dalla Honda Motor Company e nata nel 2001.

## Edizioni

### 2001
Prima metà
- Headliner: blink-182
- Supporting: Alkaline Trio, No Motiv, Sum 41 e The Ataris

Seconda metà
- Headliner: Everclear
- Supporting: American Hi-Fi e The Mayfield Four

### 2002
- Headliner: Incubus
- Supporting: Hoobastank e Phantom Planet

### 2003
- Headliner: New Found Glory e Good Charlotte
- Supporting: Hot Rod Circuit, Less Than Jake, MxPx, Stretch Arm Strong, The Movielife e The Disasters

### 2004
- Headliner: Dashboard Confessional
- Supporting: The Get Up Kids, Thrice, Val Emmich, The Format, Say Anything, Hot Water Music, Motion City Soundtrack e Head Automatica

### 2005
- Headliner: Maroon 5
- Supporting: Phantom Planet, The Donnas e The Thrills

### 2006
- Headliner: The Black Eyed Peas
- Supporting: Flipsyde e The Pussycat Dolls

### 2007
- Headliner: Fall Out Boy
- Supporting: +44, The Academy Is..., Cobra Starship e Paul Wall

### 2008
- Headliner: Panic! at the Disco
- Supporting: The Hush Sound, Motion City Soundtrack e Phantom Planet

### 2009

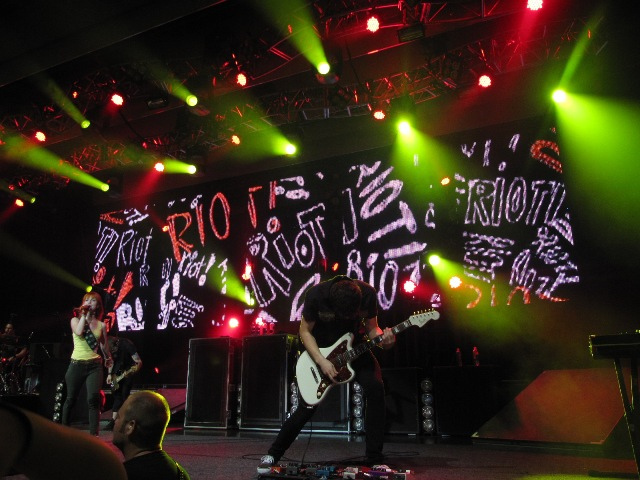
I Paramore durante l'edizione del 2010 a Detroit.

Cancellato per motivi economici

### 2010
- Headliner: Paramore
- Supporting: Tegan and Sara, New Found Glory e Kadawatha

### 2011
- Headliner: blink-182 e My Chemical Romance
- Supporting: Rancid, Manchester Orchestra, Against Me!, Matt and Kim, Alkaline Trio e Neon Trees

### 2012
- Headliner: Linkin Park e Incubus
- Supporting: MuteMath

### 2013
- Headliner: Maroon 5 e Kelly Clarkson
- Supporting: Rozzi Crane, Tony Lucca, PJ Morton